# Ian Fleming
Ian Lancaster Fleming , angleški pisatelj, novinar in častnik mornariške obveščevalne službe, * 28. maj 1908, Green Street, London, Združeno kraljestvo, † 12. avgust 1964, Sandwich, Kent, Združeno kraljestvo.

## Življenje
Rodil se je kot drugi izmed štirih bratov staršema Valentinu in Evi Fleming. Valentin Fleming je bil najstarejši otrok Roberta Fleminga, uspešnega škotskega naložbenega bančnika. Boril se je v prvi svetovni vojni, ob njegovi smrti pri Ypresu pa je njegovo osmrtnico napisal njegov prijatelj in soborec Winston Churchill. Ian in njegovi bratje so se šolali na Etonu, vrhunski angleški šoli. Tam je Ian blestel kot športnik.
Po končanem šolanju na Etonu je odšel študirat v Kitzbühel, München in Ženevo. Postal je dober jezikoslovec, ob tem pa je vzljubil Alpe in se naučil smučanja in gorskega plezanja. Ti dve strasti sta se kasneje tudi pojavili v knjigah o Jamesu Bondu. Vpisal se je na Kraljevo vojaško akademijo Sandhurst, kjer se je hotel izšolati za častnika. Ni mu uspelo, kot mu tudi ni uspelo postati uslužbenec v britanskem Ministrstvu za zunanje zadeve. Pridružil se je tiskovni agenciji Reuters, kjer se je naučil osnov novinarstva. Še posebej je užival, ko je spremljal sodni proces proti domnevnim britanskim vohunom v nekdanji Sovjetski zvezi. Ker pa je verjel, da ne bo nikoli zaslužil dovolj pri Reutersu, je zapustil novinarstvo in se zaposlil v Londonu. Sprva je delal kot bankir, pred začetkom prve svetovne vojne pa je delal kot borzni posrednik. Užival je v vseh prednostih samskega življenja vse do leta 1939. Maja tega leta je dobil ponudbo, da se zaposli kot osebni pomočnik direktorja pri pomorski obveščevalni službi. To službovanje je postalo ključno v njegovem življenju, saj je navdihnilo vse njegove knjige o svetovno znanem vohunu.

## Druga svetovna vojna
Ob začetku vojne je začel delati v sobi številka 39 na Admiraliteti v Londonu. Sprva je bil osebni pomočnik direktorja pomorske obveščevalne službe, ki je skozi celoten potek vojne skrbel za gladko in neprekinjeno delovanje zavezniškega vojnega stroja. Skrbel je za gladke odnose med več vejami vojske ter tudi med Admiraliteto in dešifrersko skupino, ki je razvozlala nemški šifrirni stroj, Enigmo. Kot pomočnik direktorja ga je večkrat tudi spremljal na različne sestanke. Med letoma 1941 in 1942 sta večkrat skrivoma odšla v ZDA, kjer so se ukvarjali s koordinacijo akcij obveščevalnih služb Združenega kraljestva in ZDA. Med enim izmed teh sestankov se je zasnovala tudi organizacija, ki je kasneje postala CIA. Leta 1942 je Fleming ustvaril poseben oddelek obveščevalne službe. Ustanovil je skupino komandosov, katerih glavna naloga je bila zbiranje podatkov in informacij o sovražniku z okupiranega ozemlja. Večino njihovega uspeha gre pripisati prav Flemingu, ki je večinoma izbiral naloge in se le redkokdaj odpravil na teren. Ker je podpisal pogodbo o molčečnosti, kot vsi, ki so delali v obveščevalni službi, ni nikoli odkrito govoril o času med vojno. Leta 1942 se je udeležil sestanka o nemških podmornicah, ki se je odvijal na Jamajki. Čeprav je med tem časom močno deževalo, se je zaljubil v ta otok in obljubil, da se bo po vojni vrnil.

## Povojni čas in smrt
Po koncu vojne je bil Fleming demobiliziran in prevzel delo pri časniški hiši Kemsley, ki je takrat imela v lasti tudi časopis The Sunday Times. Bil je zadolžen za vse dopisnike iz tujine. Hkrati so mu dovolili, da je vsako leto odšel za tri mesece na Jamajko, kjer je napisal večino svojih romanov. Vse svoje življenje je bil strasten kadilec, proti koncu življenja pa je vedno raje posegal tudi po pijači. Imel je težave s srcem in leta 1961 ga je zadela srčna kap, po kateri si je komaj opomogel. 11. avgusta leta 1964 ga je zadela še druga, ta je bila usodna. Umrl je 12. avgusta 1964.  

## Delo
Prvo knjigo o vohunu Jamesu Bondu je končal marca leta 1952 in jo objavil naslednje leto. Z naslovom Casino Royale je začel serijo, ki se je ustavila pri številu štirinajst in z naslovom Octopussy (Octopussy and The Living Daylights) leta 1966. Med to serijo izstopa knjiga Iz Rusije z ljubeznijo (From Russia, with Love), ki bralcu približa vohunstvo v takratni Sovjetski zvezi. Doživel je premiero dveh filmov o Jamesu Bondu, Dr. No in Iz Rusije z ljubeznijo. Poleg knjig o Jamesu Bondu je napisal še dve knjigi, potopis Thrilling Cities in knjigo za otroke Chitty-Chitty-Bang-Bang. Knjigi Mož z zlato pištolo (The Man with The Golden Gun) in Octopussy and The Living Daylights sta bili izdani po njegovi smrti. 